# Stéphane Ortelli
Stéphane Ortelli (Hyères, Francia, 30 de marzo de 1970) es un piloto de automovilismo de velocidad monegasco que se ha destacado en gran turismos. Ganó las 24 Horas de Le Mans de 1998 y las 24 Horas de Spa de 2003 de manera absoluta, y consiguió la victoria de clase en las 12 Horas de Sebring de 2005. En el Campeonato FIA GT fue campeón de N-GT en 2002 y 2003, donde logró 18 victorias de clase, y fue campeón absoluto en 2013. También fue campeón de la clase GT1 de la Le Mans Series en 2007 y la Blancpain Endurance Series en 2012.

## Formación
Ortelli desarrolló las inicios de su carrera deportiva en Francia. Allí compitió en karting, disputó el Volante Elf y continuó en la Fórmula Renault. En 1991 y 1992 disputó la Fórmula 3 Francesa, donde no logró podios. El piloto participó en la monomarca de sport prototipos Copa Peugeot 905 Spider en 1993, donde finalizó séptimo con dos victorias. Peugeot lo contrató para correr con un Peugeot 405 oficial en el Campeonato Francés de Superturismos de 1994, donde finalizó noveno sin podios. En 1995 pasó al equipo Oreca, en el que terminó octavo a los mandos de un BMW Serie 3 oficial, sin obtener ningún podio. 

## FIA GT, Blancpain y Supercopa Porsche
También en 1995, Ortelli participó en tres carreras de la BPR Global GT Series con un Porsche 911. En 1996 disputó la mayoría de las fechas de dicho campeonato para varios equipos, siempre al volante de un Porsche 911. Allí sumó una victoria de clase y cuatro podios.
Para la temporada 1997, el monegasco se unió al sucesor del certamen, el Campeonato FIA GT. Allí cosechó unas victorias y varios podios para Roock a los mandos de un Porsche 911, primero de la clase GT1 y más tarde GT2, y terminó octavo en el campeonato de pilotos de GT2. En 1998, llegó tercero en los 1000 km de Suzuka con un Porsche 911 GT1 oficial y arribó segundo en una fecha con un Porsche 911 en la clase GT2 para Roock.
Ortelli disputó únicamente cinco fechas del Campeonato FIA GT 1999; su mejor resultado fue un quinto en las 500 Millas de Silverstone. Simultáneamente, disuptó la Supercopa Porsche, donde alcanzó la tercera posición final tras acumular dos victorias y cinco podios. En 2000, Ortelli repitió su tercera colocación en la Supercopa Porsche. También participó en tres carreras del Campeonato FIA GT sin buenos resultados.
En 2001, Ortelli fue titular en el equipo Freisinger en el Campeonato FIA GT, donde al volante de un Porsche 911 de la clase N-GT cosechó cuatro segundos lugares, incluyendo las 24 Horas de Spa, y fue séptimo en el campeonato de pilotos de N-GT. También logró una victoria y cinco podios en la Supercopa Porsche, quedando tercero en el clasificador final.
Permaneciendo en Freisinger, Ortelli ganó siete de diez fechas del Campeonato FIA GT 2002, alternando a Marc Lieb y Romain Dumas como compañeros de butaca. Así ganó el título de pilotos de N-GT por amplio margen. Además se consagró campeón de la Supercopa Porsche, luego de obtener tres victorias y seis podios. Ortelli y Lieb ganaron tres carreras en 2003, entre ellas las 24 Horas de Spa con Dumas como tercer piloto, y llegaron segundos en tres oportundiades. Como consecuencia, ganaron el título de pilotos de N-GT y Freisinger el de equipos.
Emmanuel Collard pasó a ser su compañero de equipo en Freisinger para la temporada 2004. Ganaron tres carreras, incluyendo las 24 Horas de Spa (donde llegó tercero absoluto con Dumas como tercer piloto), y subieron al podio en todas excepto una fecha. No obstante, fueron sus compañeros de equipo Sascha Maassen y Lucas Luhr quienes ganaron los títulos de pilotos y equipos. Por otra parte, fue campeón 2004 de la Copa Porsche Carrera Francia con cinco triunfos.
Ortelli tuvo otras actividades en 2005, por lo cual sus únicas apariciones en el Campeonato FIA GT fueron en las 24 Horas de Spa con un Porsche 911 de la clase GT2 para GruppeM y en Dubái con un Aston Martin DBR9 GT1 para Russia Age; en ambos casos arribó a varias vueltas del ganador. En 2006 compitió únicamente en las 24 Horas de Spa como tercer piloto de AF Corse acompañando a Jaime Melo Jr. y Matteo Bobbi en la Ferrari F430; llegaron segundos en la clase GT2 y séptimos en la general.
El último año de Ortelli como piloto regular en el Campeonato FIA GT fue en 2007. Junto con Gianmaria Bruni en AF Corse al volante de una Ferrari F430 de la clase GT2, ganaron tres carreras y llegaron segundos en cuatro. De esta manera, fueron subcampeones detrás de sus compañeros Toni Vilander y Dirk Müller, y arrasaron en el campeonato de equipos.
No obstante, Ortelli retornó a las 24 Horas de Spa en los años siguientes. Abandonó en 2009 con un Porsche 911 de GT2 para Trackspeed; llegó 13.º absoluto en 2010 en un Audi R8 de WRT; y llegó cuarto absoluto en 2011 nuevamente en un Audi R8 de WRT. Esta última carrera fue puntuable para la Blancpain Endurance Series, que Ortelli disputa para WRT con un Audi R8 de la clase GT3 Pro.
El monegasco ingresó al renombrado Campeonato Mundial de GT1 para la temporada 2012, acompañado de Laurens Vanthoor en un Audi R8 del equipo WRT. Con tres victorias, resultó octavo en el campeonato de pilotos. También disputó la Blancpain Endurance Series para WRT, también con un Audi R8 de la clase GT3-Pro pero acompañado de Christopher Haase y Christopher Mies. En las seis fechas logró una victoria y cuatro podios, entre ellos un segundo puesto en las 24 Horas de Spa. De ese modo, obtuvo los campeonatos de pilotos y equipos.
Ortelli continuó como piloto titular de WRT en la temporada 2013. En las seis fechas del Campeonato FIA GT, obtuvo una victoria y cinco segundos lugares en las carreras finales, y dos victorias y dos segundos puestos en las carreras clasificatorias. Así, obtuvo el título junto a su compañero de butaca Vanthoor. En tanto, logró un segundo puesto en una de las cinco carreras de la Blancpain Endurance Series, también al volante de un Audi R8, contando como tercer piloto a René Rast.

## 24 Horas de Le Mans

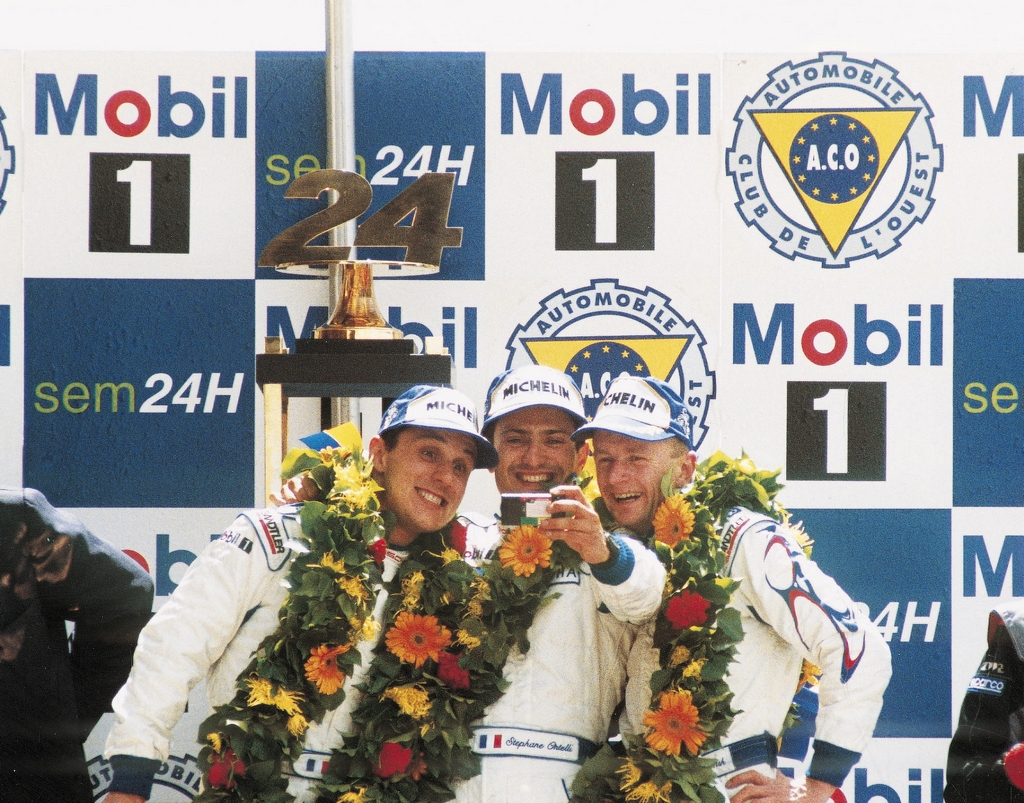
24 Horas de Le Mans de 1998. Los tres ganadores (de izquierda a derecha), Laurent Aiello, Stéphane Ortelli y Allan McNish, se toman un selfie.

Su primera actuación en las 24 Horas de Le Mans fue en 1995 con un Porsche 911 de la clase GT1 para el equipo Larbre, donde abandonó. En 1996 participó con un Porsche 911 de la clase GT2 de Parr, que llegó cuarto en su clase. Roock lo fichó en 1997 para pilotar un Porsche 911 GT1, que finalmente abandonó. Ortelli ganó de manera absoluta las 24 Horas de Le Mans de 1998 con un Porsche 911 GT1 oficial, con Laurent Aïello y Allan McNish como compañeros de butaca.
Como Porsche no retornó a la carrera en 1999, Ortelli la disputó en el equipo oficial de Audi en un Audi R8C de la clase LMGTP, que abandonó. En 2000, Audi logró el 1-2 con el Audi R8 LMP, el segundo de ellos pilotado por Ortelli, Aïello y McNish. El monegasco cambión nuevamente de equipo para 2001, al correr un Bentley EXP Speed 8 oficial que se retiró de la competencia. Pescarolo lo contrató en 2002, y el Courage C60 de la clase LMP900 abandonó.
Ortelli se ausentó de las 24 Horas de Le Mans en 2003. Su retorno en 2004 fue exitoso, ya que el Porsche 911 de Freisinger tripulado por él, Romain Dumas y Ralf Kelleners llegó tercero en la clase GT. En 2005, volvió a competir en la clase principal, con un Audi R8 LMP oficial de Oreca. Junto con Franck Montagny y Jean-Marc Gounon, llegó cuarto en la carrera.
Las siguientes dos ediciones, Ortelli participó en la clase GT1. En 2006, el Aston Martin DBR9 oficial de Prodrive conducido por él, Pedro Lamy y Stéphane Sarrazin llegó quinto. En 2007, llegó noveno en un Saleen S7-R de Oreca. Las dos siguientes participaciones de Ortelli en las 24 Horas de Le Mans terminaron en abandonos: con un Oreca 01 oficial en 2009, y con una Ferrari 458 Italia de Luxury en 2011.

## LMS, ALMS e ILMC
Además de correr en las 24 Horas de Le Mans, Ortelli estuvo presente en la edición inaugural de Petit Le Mans para Larbre con un Porsche 911 de la clase LMGT2; disputó los 1000 km Le Mans de Fuji de 1999 con un Porsche 911 de la clase GTS para Roock; y compitió en los 500 km de Silverstone de la American Le Mans Series de 2000 con un Porsche 911 de la clase GTS de Freisinger. En 2001 corrió en las 12 Horas de Sebring para Freisinger y en 2002 en Petit Le Mans para Cirtek, siempre en un Porsche 911 y lejos del podio.
De vuelta en Europa, Ortelli llegó segundo en los 1000 km de Le Mans de 2003 para Freisinger. Al surgir la Le Mans Series, el monegasco corrió las cuatro fechas en un Porsche 911 de Freisinger; ganó en Monza y Spa, llegó segundo en Nürburgring y quinto en Silverstone. Además, volvió a correr para Cirtek en Petit Le Mans.
En 2005, Ortelli se dedicó de lleno a competencias de resistencia. Primero consiguió una victoria de clase GT1 en las 12 Horas de Sebring con un Aston Martin DBR9 oficial. Luego, de las cuatro fechas de la Le Mans Series que disputó para Oreca en un Audi R8 LMP de la clase principal, ganó en Silverstone y llegó segundo en Nürburgring y Estambul. Volvió a correr en cuatro fechas para Oreca en 2006, pero con un Saleen S7-R de la clase GT1. Acompañado de Soheil Ayari, venció en Spa y Jarama y llegó cuarto en Nürburgring. Ese mismo año, disputó cuatro fechas de la American Le Mans Series en una Ferrari F430 de Risi, y ganó dos de ellas.
Con la misma alineación que en la temporada anterior, Ortelli y Ayari ganaron cuatro fechas de la Le Mans Series en 2007 y se coronaron campeones de pilotos y equipos de GT1. En 2008, Oreca pasó a correr en la clase principal con un Courage-Oreca LC70, manteniendo a los dos como pilotos. Los mejores resultados fueron un sexto en Nürburgring y un octavo en Silverstone. En 2009, Ortelli corrió dos fechas de la Le Mans Series para Oreca junto con Bruno Senna: fue tercero en Cataluña con un Courage-Oreca LC70E y abandonó en Spa con un Oreca 01.
Ortelli retornó a la resistencia en 2011: corrió todas las fechas de la Copa Intercontinental Le Mans para Luxury en una Ferrari 458 Italia de la clase GTE Pro. Llegó segundo en Silverstone, tercero en Zhuhai y llegó retrasado o abandonó en las demás carreras. De esta manera, el equipo terminó tercero en el campeonato de equipos de GTE Pro, aunque muy lejos de AF Corse y BMW.

## Otras competiciones
En 2005, disputó tres fechas del Campeonato Mundial de Turismos en un SEAT Toledo de Oreca, donde su único arribo a zona de puntos fue un sexto lugar. Participó en las 24 Horas de Daytona de 2008 con un Coyote Pontiac DP del equipo Cheever.
A los mandos de una Ferrari F430 del equipo Luxury, el monegasco disputó 12 carreras de 16 en el Open Internacional de GT de 2010, con Jean-Philippe Dayraut como compañero de butaca. Obtuvo tres victorias y siete podios, y terminó quinto en la clase GTS.
Desde 2010, Ortelli participa en el Campeonato Francés de Gran Turismos con un Audi R8 oficial, siempre acompañado de David Hallyday. En su debut compitió con el equipo Oreca, finalizó quinto con una victoria y cinco podios. En 2011 Oreca asumió la conducción del campeonato, de modo que Ortelli y Hallyday pasaron al equipo WRT. El monegasco fue subcampeón con una victoria y tres podios. En 2012 terminó octavo con una victoria y tres podios.